# 新潟食料農業大学ラグビー部
新潟食料農業大学ラグビー部（にいがたしょくりょうのうぎょうだいがくラグビーぶ、Niigata Agro-Food University Rugby Football Club）は、関東大学ラグビーリーグ戦グループ2部に所属する新潟食料農業大学のラグビーユニオンチームである。

## 概要
2020年4月に創部。監督には東福岡高校・法政大学で監督経験のある谷崎重幸が務めており、選手寮と専用グラウンドはまだない。

## 戦績
近年のチームの戦績は以下のとおり。
| 年度 | 所属 | 勝敗   | 順位 | 備考                           |
| ---- | ---- | ------ | ---- | ------------------------------ |
| 2021 | 5部  | 4勝0敗 | 1位  | 入替戦 80-24 創価大 ※4部昇格   |
| 2022 | 4部  | 7勝0敗 | 1位  | 入替戦 33-7 玉川大 ※3部昇格    |
| 2023 | 3部  | 7勝0敗 | 1位  | 入替戦 19-47 国士舘大 ※3部残留 |
| 2024 | 3部  | 7勝0敗 | 1位  | 入替戦 33-29 国士舘大 ※2部昇格 |

## 在籍した選手
- 尾沼尚樹（2024年度主将、FL、三菱重工長崎所属 / 常翔学園高）

## 所在地
- 新潟県胎内市平根台2416（新潟食料農業大学胎内キャンパス）